# Gorni (Xaumian)
|  | Per a altres significats, vegeu «Gorni». |

Gorni - Горный (rus) és un possiólok del krai de Krasnodar, a Rússia. Es troba a la desembocadura del riu Ielizavetka al riu Pxix, a 25 km al nord-est de Tuapsé i a 69 km al sud de Krasnodar.
Pertany al municipi de Xaumian.